# Nightmare in Silver
"Nightmare in Silver" (intitulado "O Pesadelo de Metal" no Brasil) é o décimo segundo episódio da sétima temporada da série de ficção científica britânica Doctor Who, transmitido originalmente através da BBC One em 11 de maio de 2013. Foi escrito por Neil Gaiman e dirigido por Stephen Woolfenden.
No episódio, o alienígena viajante do tempo conhecido como o Doutor (Matt Smith) e sua acompanhante Clara Oswald (Jenna-Louise Coleman)  trazem duas crianças, Angie (Eve de Leon Allen) e Artie (Kassius Carey Johnson), para um parque temático extraterrestre, onde um exército de ciborgues chamados Cybermen despertam séculos após sua derrota em uma guerra. As criaturas descobrem o Doutor e tentam transformá-lo em um "Cyber-Planejador", o que cria uma personalidade dividida lutando pelo controle do corpo dele com um jogo de xadrez.
O episódio foi o primeiro a apresentar os Cybermen desde "Closing Time" na temporada anterior e apresentou uma versão redesenhada dos vilões. Foi assistido por 6,64 milhões de espectadores no Reino Unido e recebeu críticas entre mistas e positivas. Gaiman declarou mais tarde que não gostou da experiência em escrever o episódio e que isso o inspirou a se tornar o showrunner de sua série Good Omens.

## Enredo

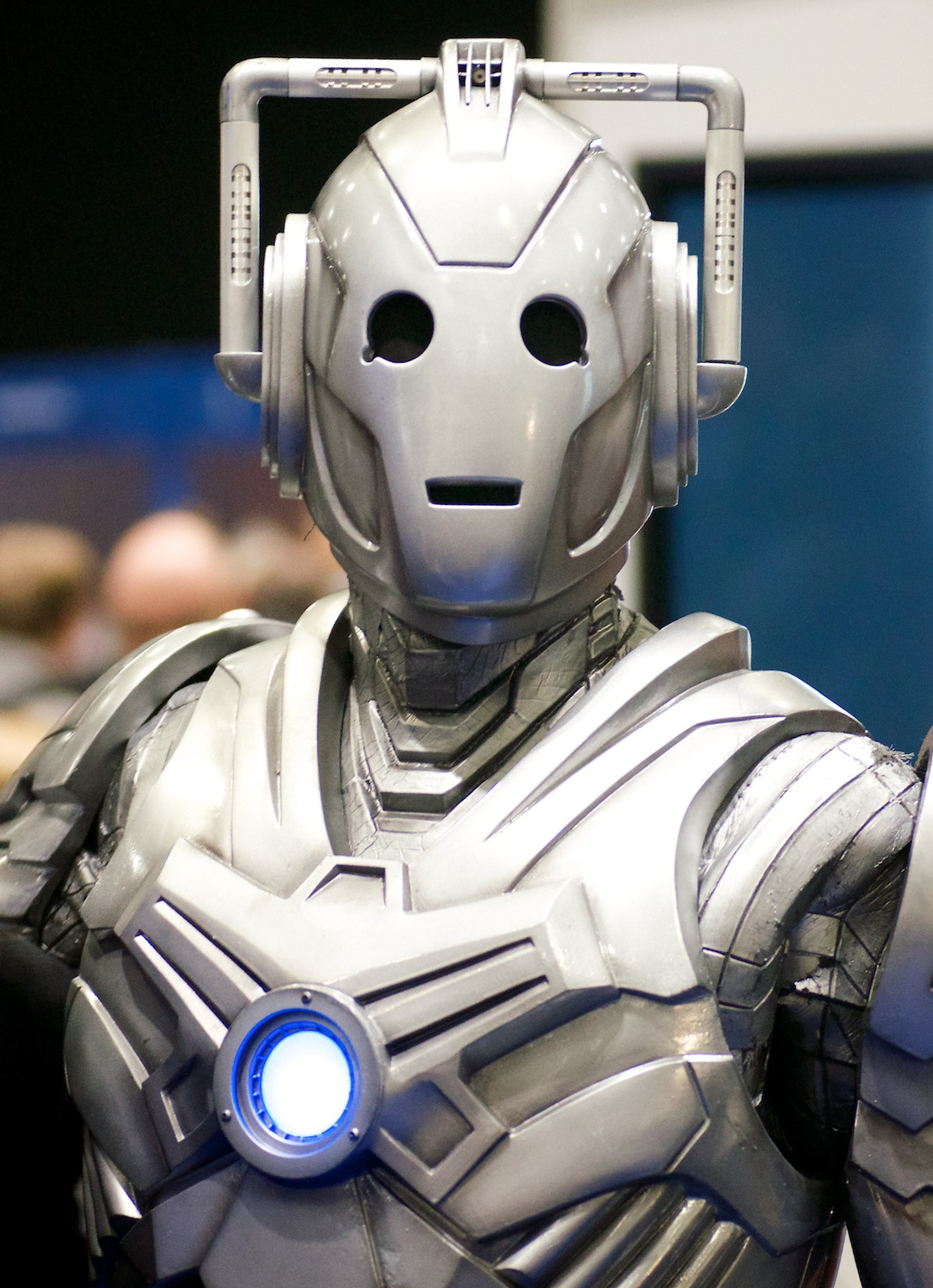
Um dos Cyberman redesenhados vistos no episódio em exposição na Doctor Who Experience.

O Doutor leva Clara e as crianças que ela toma conta, Angie e Artie, para um parque temático extraterrestre e descobrem que o local está fechado e ocupado por um pelotão de punição. Webley, o curador do museu do parque, e Porridge, que comanda a atração principal – um aparelho de xadrez do tipo Turco Mecânico operado com um Cyberman desativado. Há vários desses ciborgues desativados ao redor do parque, pois foram derrotados há mil anos. O Doutor convence o pelotão de que ele é um embaixador trabalhando para seu imperador desaparecido e tem permissão para ficar. Um exército de Cybermen que estavam se escondendo sob o local atualizando lentamente suas peças acordam e sequestram Angie e Artie. O Doutor coloca Clara no comando da tropa, avisando-a para não deixá-los destruir o planeta enquanto ele resgata as crianças.
O Doutor encontra Angie e Artie, mas é parcialmente atualizado como um Cyberman, compartilhando a mente coletiva dos ciborgues. Isso lhe dá uma personalidade dividida, já que tanto o Doutor quanto o "Cyber-Planejador", que se autodenomina "Sr. Esperto", compartilham o mesmo corpo e cada um controla quase metade de seu cérebro. Os dois concordam em jogar xadrez pelo controle completo do corpo. O Sr. Esperto é temporariamente parado pelo Doutor colocando um bilhete dourado em seu rosto, explicando que a fraqueza dos Cybermen ao ouro ainda está presente em seu código atual, mas o Cyber-Planejador logo instala uma correção para superar esse problema.
Clara realoca o pelotão para outro lugar no parque para lutar contra o exército de Cybermen, que podem se adaptar e melhorar rapidamente para superar qualquer obstáculo, enquanto o Doutor retorna com Angie e Artie e exige que ela o amarre para deixá-lo terminar seu jogo de xadrez. O Sr. Esperto destrói o gatilho de uma bomba que pode destruir o planeta, deixando o grupo indefeso. No entanto, o Doutor usa um pulsador de mão para removê-lo de sua mente. Porridge, que Angie descobre ser o imperador depois de reconhecê-lo em uma moeda imperial e um modelo de cera, ativa a bomba verbalmente e sinaliza para uma nave espacial imperial para teletransportá-los para longe. A pedido do Doutor, Porridge recupera a nave do Doutor, a TARDIS, pouco antes do planeta implodir, destruindo o exército Cyberman.

## Produção

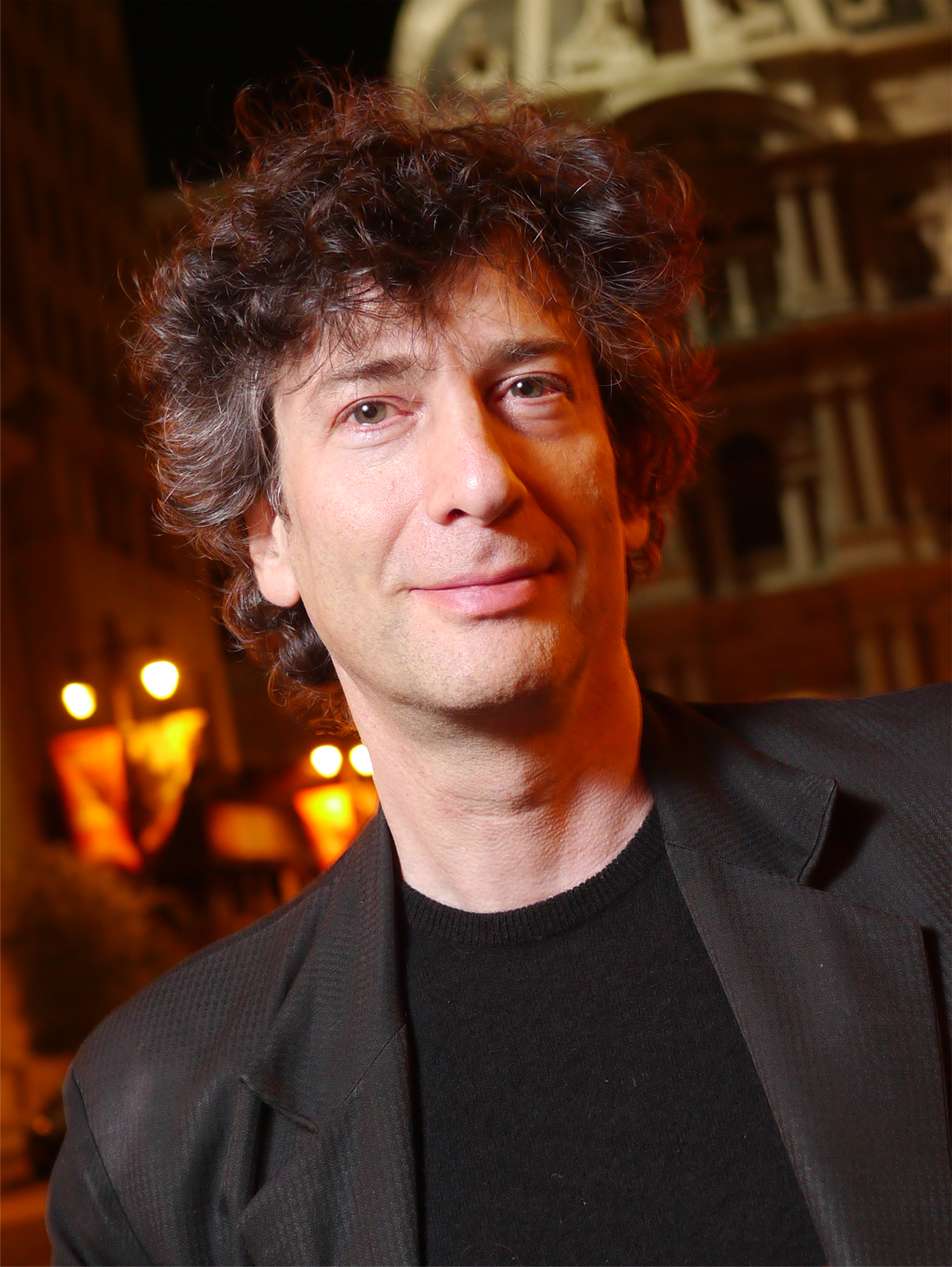
Neil Gaiman foi convidado por Steven Moffat a escrever outro episódio para Doctor Who após a recepção positiva de "The Doctor's Wife".

"Nightmare in Silver" foi escrito por Neil Gaiman e dirigido por Stephen Woolfenden. Recebeu o título provisório de "The Last Cyberman". Gaiman havia escrito anteriormente o episódio da sexta temporada "The Doctor's Wife", que foi recebido positivamente. O showrunner e produtor executivo Steven Moffat contatou-o para escrever para a temporada e pediu que ele tornasse os Cybermen "assustadores novamente". Gaiman anunciou seu retorno a Doctor Who durante seu discurso de aceitação do Prêmio Hugo por "The Doctor's Wife", comentando que "apenas um tolo ou um louco tentaria novamente - então [ele estava] em seu terceiro rascunho agora". Algumas filmagens ocorreram no Castelo Coch, visto anteriormente no episódio da quarta temporada "Journey's End" como uma base da UNIT e no episódio da quinta temporada "The Vampires of Venice" como o Castelo Calvierri.
O episódio é estrelado por Matt Smith e Jenna-Louise Coleman como o Décimo primeiro Doutor e Clara Oswald, respectivamente. Warwick Davis, que interpretou Poridge, afirmou que foi uma "emoção" estar em Doctor Who, especialmente em um episódio com os Cybermen escrito por Gaiman. Angie e Artie, as crianças que Clara cuida, foram retratados por Eve de Leon Allen e Kassius Johnson, respectivamente. Os dois apareceram anteriormente em "The Crimson Horror".

### Redesenho dos Cybermen
Ao redesenhar os Cybermen, Gaiman pensou nas histórias clássicas The Moonbase (1967) e The Tomb of the Cybermen (1967) e decidiu "pegar os Cybermen dos anos 1960 e [incorporar] tudo o que aconteceu desde então". No entanto, o roteirista disse que "foi completamente desviado por uma zoação louca e estranha". Moffat afirmou que os vilões foram redesenhados porque faziam isso com frequência na série clássica e, ainda assim, eram consistentes na série moderna.
Gaiman foi motivado a fornecer uma "racionalização" para os Cybermen na continuidade atual de Doctor Who. A série clássica havia os retratado como ciborgues alienígenas, enquanto a série moderna inicialmente os retratava como ciborgues humanos de uma Terra paralela; Ele opinou que seus Cybermen surgiram de um encontro e amálgama dessas duas versões.

### Roteiro perdido
Durante as filmagens no Castelo Coch, uma cópia do roteiro foi encontrada em um táxi em Cardiff. Estava marcado como sendo uma cópia de Leon Allen e tinha o título provisório de "The Last Cyberman", que foi posteriormente alterado. O roteiro foi encontrado por Hannah Durham, que postou uma foto no Facebook com a legenda: "encontrei o roteiro de Dr Who no banco de trás de um táxi. Alguém quer spoilers descarados?" Foi então postado no Reddit por Dan Rowling com a legenda: "Olha o que um amigo do Facebook encontrou em um táxi em Cardiff na segunda-feira". Hannah Durham e Dan Rowling então fizeram arranjos para devolver o roteiro à BBC.

## Transmissão e recepção
"Nightmare in Silver" foi transmitido pela primeira vez no Reino Unido na BBC One em 11 de maio de 2013. Os números preliminares de audiência durante a noite mostraram que foi assistido por 4,7 milhões de telespectadores, subindo para 6,64 milhões após o cálculo da audiência consolidada, tornando-se o nono programa mais assistido da semana na BBC One. Recebeu também um Índice de Apreciação do público de 84.

### Recepção critica
| Críticas profissionais: | Críticas profissionais: |
| Avaliações da crítica   | Avaliações da crítica   |
| Fonte                   | Avaliação               |
| ----------------------- | ----------------------- |
| Den of Geek             | [ 24 ]                  |
| IGN                     | 7/10                    |
| New York Magazine       | [ 26 ]                  |
| Radio Times             | [ 10 ]                  |
| SFX                     | [ 27 ]                  |
| The A.V. Club           | B+                      |

Aiden Green da Collider relatou que o episódio "foi muito pior recebido" do que o episódio anterior de Gaiman. As atuações de Smith e Davis, no entanto, foram amplamente elogiadas pelos críticos.
Dan Martin do The Guardian afirmou que "os Cybermen estão de volta - e assustadores pela primeira vez desde os anos 60, graças a um roteiro caprichoso, mas eficaz de Neil Gaiman." Ross Ruediger da New York Magazine escreveu que Gaiman "criou um mundo incrível, mas crível aqui - um que parecia sobrenatural e ainda assim próximo de casa. Os cenários do parque de diversões cativam", e elogiou o elenco, especialmente a performance de Davis. Sarah Crompton do The Daily Telegraph achou que o roteirista conseguiu tornar os Cybermen assustadores novamente, embora o episódio "poderia ter feito com mais variação no ritmo e no tom".. Mark Snow da IGN deu ao episódio uma crítica positiva, mas achou o episódio foi um tanto decepcionante e acrescentou que funcionou como o retorno dos Cybermen. Simon Brew do Den of Geek elogiou os acenos do episódio para os episódios anteriores de Doctor Who e para os Borg de Star Trek, que descreveu como algo que é "familiar" e que "funciona para fazê-los parecer menos vencíveis".
Neela Debnath, do The Independent, chamou-o de "outro episódio que não correspondeu a antecipação". Ela acreditou que, embora a escrita de Gaiman para o Doutor e sua batalha interna fosse boa, outros personagens eram "supérfluos e bidimensionais". Debnath opinou que a atuação de Smith redimiu parcialmente o episódio. Patrick Mulkern, da Radio Times, foi muito crítico do episódio, descrevendo-o como um "fracasso cibernético todo-poderoso". Mulkern pensou que as cenas do Doutor possuído pelo Cyber-Planejador eram "a principal falha do drama [...] apesar dos esforços galantes de Matt Smith", e comparou-o ao serial Silver Nemesis de 1988 , que ele rotulou de "execrável". Gaiman admitiu mais tarde que o episódio não foi dos melhores, acrescentando que "o deixou com 'um gosto ruim na [sua] boca'" e o inspirou a assumir mais controle criativo com Good Omens como seu showrunner.